# Escàndol de prescripció (1968)
L'escàndol de prescripció, també conegut com a prescripció freda o amnistia freda, és el terme utilitzat per descriure l'inici de la prescripció de l'acció penal per crims nazis amb la Llei d'Introducció al Codi d'Infraccions Administratives (EGOWiG) del 24 de maig de 1968.

## Antecedents
Des del punt de vista jurídic, el termini de prescripció de l'acció penal segons el Codi Penal alemany, en vigor des de 1871, està vinculat a la quantitat de la pena. Per delictes com l'assassinat, que es castiga amb cadena perpètua, s'aplica un termini de prescripció de vint anys.
La suspensió de la prescripció dels assassinats per motius polítics de l'època nacionalsocialista s'havia ampliat fins al 31 de desembre de 1949 com a conseqüència del debat sobre la prescripció de 1965 amb la Llei de prescripció penal del 8 de maig de 1945. La prescripció dels delictes castigats amb cadena perpètua (per exemple, l'assassinat) va començar el primer de gener de 1950 i hauria expirat 20 anys deprés, a finals de 1969. La Novena Llei de Modificació del Dret Penal, del 4 d'agost de 1969, va elevar el termini de prescripció dels delictes castigats amb cadena perpètua a trenta anys. El termini de prescripció dels delictes castigats amb cadena perpètua va continuar a partir del primer de gener de 1950, però no va finalitzar fins a finals del 1979; el termini de prescripció d'assassinat es va abolir el 1979.
Els delictes amb una pena temporal màxima de més de 10 anys prescriuen als quinze anys, si són punibles amb una pena privativa de llibertat menor, als deu anys. Com que no estaven inclosos per la Llei de Càlcul de 1965, el seu termini de prescripció va començar el maig de 1960 (des de 1969, el termini de prescripció de delictes castigats amb més de deu anys de presó és de vint anys).

## Regulació al EGOWiG

### Article 1 Núm. 6 EGOWiG
A la segona meitat de la dècada de 1960, es va preparar un nou disseny de la Llei d'Infraccions Administratives (OWiG). Durant el transcurs de la Gran Reforma del Dret Penal, també es van despenalitzar les infraccions menors i es van codificar de forma resumida les disposicions sobre infraccions administratives, que estaven disperses en nombroses lleis individuals. Paral·lelament, es va redactar la Llei d'Introducció a la Llei d'Infraccions Administratives (EGOWiG). Al Ministeri Federal de Justícia, Eduard Dreher es va encarregar del projecte de llei sobre EGOWiG en un posició de lideratge.
L'article 1(6) d'EGOWiG incloïa una disposició que modificava l'article 50(2) del Codi Penal de la següent manera: «En absència de característiques, circumstàncies o condicions personals especials (en alemany, besondere persönliche Merkmale) que estableixin la responsabilitat penal del delinqüent, en el cas del participant, la seva pena serà atenuada d'acord amb les disposicions sobre el càstig de la temptativa».

### Conseqüències dogmàtiques legals
Segons l'article 50, apartat 2, del StGB (versió antiga), les circumstàncies de caràcter personal que justifiquen la pena haurien d'atribuir-se al participant encara que no existissin en ell personalment. Per tant, el participant en un acte d'assassinat podria ser condemnat a cadena perpètua com un autor. De totes maneres, és possible una mitigació opcional de la pena a discreció del tribunal en casos individuals.
Aquesta possibilitat queda exclosa pel paràgraf 2 de l'article 50 del Codi Penal (StGB n. F.), que estipulava que la pena hauria de reduir-se si només l'actor, però no el participant, presentava circumstàncies de caràcter personal que justifiquessin el càstig. Si no es podia demostrar que un acusat tingués característiques, circumstàncies o condicions personals que justifiquessin la penalitat, en particular motius com actuar per odi racial, la seva pena hauria de ser obligatòriament atenuada per l'aplicació 50 (2) del Codi Penal en la versió de l'article 1 núm. 6 EGOWiG. En lloc de cadena perpètua, només es podia imposar una pena de presó temporal de fins a quinze anys. En conseqüència, el delicte no prescrivia al cap de vint anys a finals de 1969 sinó que ja prescrivia al cap de 15 anys, el 8 de maig de 1960.

### Coneixement de les conseqüències
Es dubta sobre si la majoria dels diputats es van adonar d'aquesta connexió quan van votar l'EGOWiG al Bundestag alemany. Els que sí que se'n van adonar possiblement no es van atrevir o no van voler trencar un «consens de silenci» que prevalia en aquell moment.
Entre la decisió del Bundestag i l'entrada en vigor de l'EGOWiG el primer d'octubre, es van assenyalar les possibles conseqüències de l'esmena, i encara hi hagut temps per modificar-la. Rudolf Schmitt, jutge del 5è Senat Penal del Tribunal Suprem Federal, va assenyalar en una conversa a la 47a Conferència de Juristes alemanys, al setembre de 1968, amb un empleat del Ministerialrat Sturm al Ministeri Federal de Justícia, que la llei feia prescriure els crims nazis. Aquest ho va comunicar al seu superior i aquest altre va preparar una nota el 26 de setembre de 1968 on hi assenyalava les possibles conseqüències i la va remetre al seu superior, Dreher. Dreher la va dotar d'una nota marginal «tranquil·litzadora» en comptes d'alertar la cúpula del Ministeri Federal de Justícia sobre l'imminent perill polític de la modificació de la llei, fet que constitueix un greu error en el fluix de treball d'un ministeri.
El públic en general va tenir poc coneixement d'aquesta conseqüència de la nova situació legal a través de Bild am Sonntag el desembre de 1968. Der Spiegel va assenyalar les implicacions dels judicis contra els nazis en curs durant el gener de 1969.

### Ús que n'ha fet el Tribunal Suprem Federal
El 20 de maig de 1969, el 5è Senat Penal del Tribunal Suprem Federal, sota la direcció de Werner Sarstedt, va dictaminar que la complexitat en l'assassinat, en virtut de la nova versió de l'apartat 2 de l'article 50 del Codi Penal, havia prescrit a partir del 8 de maig de 1960. Els jutges es van remetre a l'exposició de motius de la llei i van rebutjar les altres opinions del Fiscal General, del Kammergericht i de la doctrina del dret penal. La conseqüència d'això va ser que l'article 1.6 de l'EGOWiG va conduir a l'amnistia velada per a la majoria que van ajudar a cometre crims violents del nacionalsocialisme.
La decisió de la 5a Sala del Penal del Tribunal Suprem Federal va portar a la suspensió dels procediments penals, ja que la prescripció és un obstacle absolut pels procediments. Això va frustrar una sèrie de judicis ja preparats per a la fiscalia sobre els empleats de l'Oficina Principal de Seguretat del REich (RSHA) a Berlín.
Això no va ser modificat per la sentència de la 4a Sala del Penal del Tribunal Federal de Justícia el 4 març de 1971, segons la qual, en el cas que es produís la prescripció en relació amb el criteri d'assassinat relacional amb l'autor dels fets de «motius vils», això era irrellevant en relació amb l'enjudiciament del còmplice, ja que el criteri d'assassinat relacionat amb l'autor dels fets de «crueltat» també es complia en el delicte principal. Era suficient que els autors principals estiguessin d'acord amb l'assassinat cruel i que l'acusat com a còmplice ho sabés. Sobre aquesta base, John Demjanjuk va ser condemnat l'any 2011 i Oskar Groening el 2015.

## Avaluació política jurídica
En un principi, tothom va voler creure que Eduard Dreher havia actuat sense voler. El 1969, el Bundestag va ser unànime en qualificar-ho de contratemps jurídic. El 1981, el Secretari d'Estat Günther Erkel (SPD) va escriure a Eduard Dreher tot lamentant que fos objecte d'«acusacions». Eduard Dreher va respondre:«M'omple de satisfacció que la Cambra em doni suport en aquest assumpte tan poc edificant». Durant molt temps no es van poder establir proves directes de l'autoria d'Eduard Dreher per causa de la inaccessibilitat dels arxius: «Atesa la falta de divulgació, a la investigació històrica contemporània només queden insinuacions, o per dir-ho en termes més elevats: una reconstrucció racional».
Els projectes de llei d'OWiG i de StGB es van coordinar el juliol de 1964. Per això, el cap de la comissió responsable de l'OWiG, Karl Lackner, va convocar Eduard Dreher, responsable del projecte de StGB, per les consultes. Encara no s'han trobat els expedients de la decisiva reunió de caps de departaments al Ministeri Federal de Justícia de 1964, en els quals hi hauria de figurar el responsable i iniciador de l'amnistia velada: «Els expedients van presumiblement purgats». A la seva biografia de Best, Ulrich Herbert va exposar la tesi que l'amnistia va tenir lloc per iniciativa d'Achenbach i Best.
L'«amnistia» va suposar un considerable alleujament de feina per les fiscalies i els tribunals, fet que explica parcialment «la seva gran disposició a utilitzar la disposició de l'article 50 (2) de StGB per arribar a una amnistia força àmplia».
L'historiador Stephan A. Glienke assenyala clarament que l'enfocament en Eduard Dreher i Achenbach «enfosqueix la visió del problema rea»:
Fins i tot abans de l'esmena […] la comissió jurídica del Bundestag hauria tingut l'oportunitat de reformular el text. Les administracions judicials dels estats, el Tribunal Suprem Federal i la Fiscalia Federal també van tenir l'oportunitat de familiaritzar-se amb el projecte i les seves possibles conseqüències, i de plantejar objeccions. De totes maneres, no van aprofitar aquestes oportunitats. […] Per acabar, però no per això menys important, s'ha de tenir en compte que les antigues víctimes del règim nazi també estaven representades al Bundestag alemany, i s'ha de suposar que s'haurien negat a donar el seu consentiment a l'EGOWiG si haguessin tingut una idea remota de les seves conseqüències.
Això últim és molt qüestionable atès que el consens prevalia a la societat de la República Federal en aquell moment per guardar silenci sobre el passat en qualsevol circumstància.
El 2012, la ministra de Justícia, Sabine Leutheusser-Schnarrenberger, va encarregar un projecte en el qual una comissió d'historiadors analitzava la fase inicial del Ministeri de Justícia. La comissió dirigida per l'historiador Manfred Görtemaker i el jurista Christoph Safferling va presentar les seves conclusions la tardor del 2016. L'informe final també va presentar proves circumstancials de la manipulació deliberada d'Eduard Dreher en la qüestió de la prescripció retrospectiva. Segons això, Eduard Dreher era l'únic «que posseïa un motiu, els mitjans i l'oportunitat de manipular la legislació». Citen com a prova la seva competència tècnica i les seves notes «tranquil·litzadores» al cap del Ministeri de Justícia, en un moment en el qual l'assumpte ja es coneixia i es podia arreglar.
També s'ha qüestionat si l'escàndol més gran va ser o bé l'aprovació de l'EGOWiG o bé la sentència del BGH emesa sota el mandat de Werner Sarstedt, i si això va ser una denegació de justícia.

## Recepció artística
Ferdinand von Schirach va adaptar l'escàndol de la prescripció en la seva novel·la de 2011 El cas Collini. L'abril de 2019 se'n va estrenar als cinemes alemanys l'adaptació cinematogràfica amb el mateix nom.